# Петер Суковський
Петер Суковський (словац. Peter Sukovský, нар. 16 лютого 1975, Вранов-над-Топльоу, Чехословаччина) — словацький футболіст, захисник.

## Життєпис
Петер Суковський народився 16 лютого 1975 року у місті Вранов-над-Топльоу. На початку кар'єри грав за словацькі ФК «Гуменне» та ФК «Кошиці». У 2002 році підписав контракт з львівськими «Карпатами», проте через постійні травми стабільно виступати у львівській команді не зумів. У футболці «Карпат» дебютував 16 березня 2002 року у програному (1:3) виїзному поєдинку 14-го туру вищої ліги чемпіонату України проти маріупольського «Металурга». Петер вийшов на поле у стартовому складі й на 35-ій хвилині отримав жовту картку, але на 46-ій хвилині його замінив Андрій Донець. Цей матч так і залишився єдиним для Суковського у футболці головної команди «зелено-білих». Того ж року виступав у першоліговому фарм-клубі львів'ян, «Карпатах-2», у складі яких дебютував 29 березня 2002 року у програному (1:2) виїзному поєдинку 21-го туру проти «Дніпра-2». Суковський вийшов на поле у стартовому складі та відіграв увесь поєдинок. Загалом у футболці «Карпат-2» провів 7 поєдинків. На початку квітня 2002 року зіграв 2 поєдинки у складі друголігового фарм-клубу «зелено-білих», у «Карпатах-3» (проти «Сокола» та «Буковини».
Після того, як Петер залишив Україну про його подальшу кар'єру майже нічого не відомо. У сезоні 2002/03 років виступав у клубі «Спартак» (Бреков)